# 국민의 권리와 의무
국가에는 국민(인간,인민)으로서 누릴 수 있는 권리와 행해야 할 의무를 헌법으로 규정하고 있으며, 이는 나라별로 대동소이하다.

## 국민의 권리
국민의 기본권이란 국가에 대하여 청구할 수 있는 개인의 주관적 공권(公權)이다. 이 기본권은 천부인권(天賦人權)으로 간주되어 프랑스 혁명 시의 〈인간과 시민의 권리 선언〉에서 엄숙하게 선언되었다. 1789년의 프랑스 인권 선언은 불가침(不可侵)·불가양(不可讓)의 자연권(自然權)으로서 평등권, 신체의 자유, 종교의 자유, 사상 표현의 자유, 재산권의 보장 등을 규정하고 있다. 이 인권 선언은 1791년 9월 프랑스 헌법에 채용되어 그 뒤의 유럽 헌법에 중대한 영항을 끼쳤다. 미국에서도 1789년에 권리 장전(權利章典)에 대한 제안이 행해지고 1791년에 수정 헌법으로서 기본권이 미국 헌법에 추가되었다. 여기서도 종교의 자유, 언론·출판·집회·결사의 자유, 신체의 자유, 적법 절차 조항(適法節次條項), 사유 재산 제도의 보장, 주거의 안전 등을 보장하였다.
미국과 프랑스에서는 기본권이란 천부인권(天賦人權)으로 인정되었으나, 영국이나 독일에서는 국가가 국민에게 보장하는 것으로 인정되었다. 1215년의 대헌장(Magna Carta)은 근대적 의미의 인권 선언이 아니고 국왕으로부터 영지(領地)를 수여받았던 귀족의 요구를 받아들인 헌장에 불과하다. 1628년의 권리 청원(權利請願), 1679년의 인신 보호법(人身保護法), 1689년의 권리 장전(權利章典)도 귀족과 왕과의 타협의 산물로서 왕이 귀족들에게 인정한 특허(特許)였다.
그러나 [제2차 세계 대전] 후의 헌법은 전부가 다 기본권을 천부인권으로서 규정하고 있다. 대한민국 헌법도 이 경향을 따라서 헌법에 기본권을 천부인권으로서 규정하고 있다. 오늘날 기본권의 보장은 대한민국 헌법에서 보장됨은 물론이고 국제법에서도 보장되고 있다. 국제 연합 헌장에서도 전문(前文)과 1조 및 13조에서 기본적 인권과 인간의 존엄 및 가치의 평등 보장을 규정하고, 9장에서 경제적·사회적 기본권에 관한 규정을 두고 있다. 또 1948년에 나온 세계 인권 선언은 전문과 30조로써 구성되어 있는데, 모든 종류의 기본권을 보장하고 있다. 세계 인권 선언은 법적 구속력이 약한 것으로 인정되어 국제인권규약에 따라 법적으로 기본적 인권을 보장하게 되었다.

### 인간의 존엄권
광의 에서의 인간의 존엄권은 모든 기본권의 근거가 되는 주기본권이나 협의에서의 인간의 존엄권은 인간의 생명권,평등권,명예,인격권, 사생활의 비밀을 보장받을 권리 등을 포함한다. 모든 인간은 평등하게 인간다운 생활을 할 권리와 자유롭게 살 권리와 명예와 인격을 존중받을 권리가 있기 때문에 이의 침해는 금지된다. 따라서 노예 제도나 인신매매·고문·강제 노역·집단 학살·생체 실험·국외 추방·인종 차별ㆍ사형 등은 금지된다.
미국의 대법원에서는 사형 제도는 인간의 존엄을 침해하는 잔혹한 형벌이라고 하여 위헌이라고 판시하였다. 그러나 대한민국의 대법원은 인간의 생명의 권리도 공공복리와 질서 유지를 위해 법률로써 제한할 수 있다고 하여 이를 합헌이라고 하고 있다. 그러나 생명의 권리를 본질적인 내용을 침해하는 것이기 때문에 위헌이라고 보아야만 타당하다는 설이 유력하다. 김대중 정부 이후 사실상 사형을 집행하지 않음으로써 사형제는 폐지되었다 할 수 있다.

### 행복 추구권
대한민국 제9차 개정 헌법은 제10조 후단에서 “모든 국민은 …행복을 추구할 권리를 가진다.”라는 행복 추구권 조항을 신설하였다. 행복 추구권에 관한 입법례로는 1776년의 버지니아 권리 장전, 1776년의 미국 독립 선언, 1947년의 일본 헌법 등을 들 수 있다. 행복 추구권은 성질상 자연법상의 권리이지만, 행복 추구권을 규정한 헌법 제10조 후단은 단순히 자연권을 선언한 것에 그치지 않고 실정권(實定權)으로도 그것을 보장하기 위해서 명문화한 것이므로 행복 추구권은 자연법상의 권리인 동시에 실정법상의 권리로서의 성격도 아울러 가지고 있는 것이다. 인간의 존엄성 조항과 행복 추구권과의 관계는 인간의 존엄성 조항과 그 밖의 기본권과의 관계와 마찬가지로 목적과 수단의 관계에 있다고 할 수 있으며, 행복 추구권은 헌법에 규정된 각 기본권은 물론 헌법에 열거되지 아니한 자유와 권리일지라도 그것이 인간으로서의 존엄과 가치의 존중을 위하여 필요한 것이면 그 모두를 포괄하는 포괄적 기본권이다.

### 평등권
근대 헌법은 개인의 자유와 그 평등을 보장하기 위하여 평등의 원칙을 규정하고 있다. 근대의 평등사상이 신분적·계급적 불평등을 타파하여 법 앞의 평등과 인간의 해방을 내용으로 하는 추상적·형식적 평등을 주장한 데 반하여 현대의 평등사상은 사회 현실 속의 구체적 불평등과 경제 생활에서의 생활약자(生活弱者)를 보호하여 모든 사람에게 인간다운 생활을 평등하게 보장하려는 의미를 가지게 되었다.
그래서 대한민국 헌법 11조는 그 1항에서 “모든 국민은 법 앞에 평등하다. 누구든지 성별·종교 또는 사회적 신분에 의하여 정치적·경제적·사회적·문화적 생활의 모든 영역에서 차별을 받지 아니한다.”라고 규정했다. 이 평등의 원칙은 민주 정치의 기본을 이루는 것이고, 따라서 평등권은 오늘날 천부인권(天賦人權)으로서 인정되고 있으며, 헌법의 기본 원리의 하나이다. 또한 평등권은 자유권·생존권·사회권·참정권·청구권적 기본권 등에 모두 공통적으로 적용되는 권리 중의 권리라고 할 것이다.
여기서 ‘법(法)’이라 함은 국회의 의결을 거친 법률에 국한되지 않고 자연법을 포함한 일체의 국법을 포함한다. ‘법 앞에 평등’이라 함은 단순히 법의 적용, 즉 행정과 사법에 관해서만 평등한 것을 요구하는 데 그치지 않고, 모든 법현상 형태(法現象形態)에서의 법을 통한 평등 대우, 즉 행정·사법뿐만 아니라 입법까지도 구속한다고 할 것이다. 따라서 법률이 불평등한 경우에는 위헌(違憲)으로서 무효가 된다고 할 것이다.
그리고 법 앞에 평등이란 모든 사람을 기계적으로 평등하게 대우하려는 것은 아니다. 법은 구체적인 인간의 규범이며 구체적인 인간이 사실상 차이를 가지고 있는 이상, 법 앞의 평등도 일률적일 수는 없다. 따라서 구체적 인간 사이의 차이에 상응한 실질적 평등, 즉 사실상의 평등은 평등하게, 그와 반대로 사실상의 차이는 그 특수 사정에 따라 다르게도 취급할 수 있는 것을 말한다. 그러나 이러한 경우에도 일정한 기준이 있어야 할 것인바 이에 관하여 미국의 판례는 그 표준을 합리성에서 구하여 불합리한 차별 대우를 위헌으로 하고 있으며, 독일에서는 주관적 자의(恣意)의 금지를 기준으로 하고 있다.
다만 이 경우에도 합리성이나 자의의 개념은 역사적으로 변천하는 것이고 고정적(固定的)·정체적(停滯的)인 것이 아님에 주의할 필요가 있다.
법 앞의 평등의 내용은 시대에 따라서 각각 다르기는 하지만, 오늘날에는 대체로 입법·행정·사법의 모든 분야에서 차별을 받지 않는 것을 말한다. 따라서 입법에서의 불평등은 위헌 법률 심판의 대상이 되고, 행정에서의 불평등한 처분은 행정 소송의 대상이 되며, 사법에서의 불평등한 재판은 상소(上訴)와 재심(再審)의 이유가 된다. 이런 의미에서 법 앞의 평등은 단순한 객관적 법질서의 반사적 이익에 그치는 것이 아니라 국민이 법률상으로 요구할 수 있는 주관적 공권(公權)인 것이다.
또한 인민 평등의 원칙 내지 평등권의 당연한 결과로서 사회적 특수 계급의 제도는 일체 인정되지 아니하며 어떠한 형태로도 이를 창설할 수 없고(11조 2항), 영전(榮典)의 수여는 그 받는 자에게만 효력이 있고 어떠한 특권도 따르지 아니한다(11조 3항).

### 자유권적 기본권
자유권적 기본권은 국가 권력에서 자유로울 수 있는 국민의 권리, 즉 국민 각자가 그 자유로운 활동을 국가 권력에 의하여 제한 또는 구속당하지 않는다고 하는 소극적인 권리이다.
자유권은 참다운 의미에서의 권리가 아니고 반사적 이익에 불과하다고 주장하는 학설도 있지만, 자유권은 자유가 국가에 의하여 위법적으로 침해되는 경우에 그 위법적인 침해의 배제를 청구할 수 있는 청구권을 포함하고 있기 때문에 소극적이나마 역시 권리인 것이다.
자유권이 국가에 앞서고 국가를 초월하는 자연법상의 권리이냐 또는 국민의 자유보장을 위하여 입헌 민주적 헌법에 의하여 실정법적(實定法的)으로 인정받게 된 실정법상의 권리이냐에 관하여는 학설이 날카롭게 대립되고 있다. 그리고 자유권이 권리로 성립한다면 그것은 포괄적인 권리이냐가 문제 된다. 이에 관하여 대한민국 헌법은 국민의 자유와 권리는 헌법에 열거되지 아니한 이유로 경시되지 아니한다(37조 1항)고 규정하고 있는바 한국인은 포괄적 자유권을 가지고 있다고 하겠다.
자유권적 기본권은 주기본권인 일반적 신체의 자유권과 그 파생적인 자유권으로 구성되는데, 대체로 그 내용으로 보아 ① 신체의 자유, ② 사회적·경제적 자유, ③ 정신적 자유로 나누어 볼 수 있다.

#### 신체의 자유
모든 국민은 신체의 자유를 가진다. 누구든지 법률에 의하지 아니하고는 체포·구금·수색·압수·심문을 받지 아니하며 법률과 적법한 절차에 의하지 아니하고는 처벌·보안 처분(保安處分) 또는 강제 노역(强制勞役)을 받지 아니한다(12조 1항). 이것은 근대 형법의 원리인 죄형 법정주의(罪刑法定主義)를 선언한 것으로 그 파생 원칙으로 모든 국민은 행위 시의 법률에 의하여 범죄를 구성하지 아니하는 행위로 소추(訴追)되지 아니하고 동일한 범죄에 대해서 거듭 처벌받지 아니하며(13조 1항) 소급 입법(遡及立法)에 의하여 참정권의 제한 또는 재산권의 박탈을 받지 아니한다(동조 2항).
현행 헌법은 나아가 “모든 국민은 자기의 행위가 아닌 친족의 행위로 인하여 불이익한 처우를 받지 아니한다(동조 3항).”라고 하여 연좌제의 금지를 규정하고 있다. 또 고문은 금지되고 묵비권이 인정되며(12조 2항), 체포·구속·수색·압수에는 원칙적으로 사전에 법관의 영장이 있어야 한다(12조 3항). 따라서 국가의 수사 기관이 이에 위반하여 불법하게 인신의 자유를 침해한 때에는 불법 행위 내지는 범죄가 성립되어 국가 또는 행위자 본인에게 손해 배상의 책임이 발생한다(29조). 그 밖에도 현행 헌법은 제27조 4항에서 “형사 피고인은 유죄의 판결이 확정될 때까지는 무죄로 추정된다.”라고 하여 무죄 추정의 원칙을 규정하고 있다. 그리고 누구든지 체포·구속을 받은 때에는 법률이 정하는 바에 의하여 그 적부(適否)의 심사를 법원에 청구할 권리(12조 6항)가 있고, 즉시 변호인의 조력을 받을 권리를 가진다. 다만 법률이 정하는 경우에 형사 피고인(刑事被告人)이 스스로 변호인을 구할 수 없을 때에는 국가가 변호인을 붙인다(12조 4항).
그 외에 형사 피고인은 상당한 이유가 없는 한 지체 없이 공개 재판을 받을 권리가 있으며(27조 3항), 형사 피의자 또는 형사 피고인으로서 구금되었던 자가 법률이 정하는 불기소 처분을 받거나 무죄 판결을 받은 때에는 형사 보상을 청구할 수 있다(28조).

#### 사회적·경제적 자유
사회적·경제적 자유에는 사회·경제 활동을 영위하는 데 필요한 여러 자유권을 총칭한다.

##### 거주·이전의 자유
모든 국민은 거주·이전의 자유를 가진다(14조). 거주·이전(居住移轉)의 자유는 ① 국내 거주·이전의 자유, ② 국외 거주·이전의 자유(해외여행의 자유, 귀국의 자유 포함), ③ 국적 이탈의 자유를 내포한다.
이 자유는 치안상·위생상·풍속상·군사상의 필요에 의하여 법률로써 제한할 수 있다.

##### 직업 선택의 자유
모든 국민은 직업 선택의 자유를 가진다(15조). 직업 선택의 자유는 직업을 선택하고, 전직(轉職)하고, 직업을 영위할 자유를 포함한다. 이는 대한민국 헌법상 자유 경쟁을 그 내재적(內在的)인 요소로 하고 있음에 비추어 당연한 것이다. 이 자유는 경제적·사회적 활동과 밀접한 관계를 가지기 때문에 자격 인가제 등에 의하여(변호사법·약사법 등), 또는 국가 독점에 의하여(연초·인삼), 혹은 경찰상의 목적으로(교통·위생·의료 등) 제한을 받는다.

##### 주거의 자유
모든 국민은 주거의 자유를 침해받지 않고 주거 수색이나 압수에는 검사의 요청에 의하여 법관이 발부한 영장을 제시하여야 한다(16조). 주거라고 함은 사람이 거주하기 위한 일체의 건조물 및 시설을 말한다. 이 자유는 개인의 인격과 사생활(私生活)을 보호하기 위한 것이며 국가의 안전 보장·질서 유지 및 공공복리를 위해 필요한 경우 법률에 의하여 제한될 수 있다(예 : 마약법·관세법).

##### 통신의 자유
모든 국민은 통신의 비밀을 침해받지 아니한다(18조). 통신의 불가침이란 신서(信書)뿐 아니라 전신·전화 등의 검열이나 도청(盜廳)의 금지를 말하고, 발신에서 수신에 이르기까지 비밀이 침해되는 것을 금지하는 것이다. 이 자유는 개인의 사생활의 비밀을 보장하여 개인의 인격을 보호하기 위한 것이지만 국가의 안전 보장·질서 유지나 공공복지를 위하여 부득이한 경우에는 법률로써 제한할 수 있다(예 : 임시 우편물 단속법).

##### 재산권의 보장
모든 국민의 재산권은 보장된다. 그러나 재산권은 신성 불가침한 절대적인 권리가 아니라 오늘날에서는 사회 발전이 저해되지 않는 범위 내에서 보장받는 상대적인 권리로 파악되므로 그 내용과 한계는 법률로 정한다(23조 1항). 또한 재산권의 사회성과 공공성에 비추어 재산권의 행사는 공공복리에 적합하도록 하여야 한다. 공공(公共)의 필요가 있는 경우에는 법률로써 재산권을 수용(收用)·사용·제한할 수 있는데, 이때에는 사유 재산 제도를 인정하는 이상 법률이 정하는 보상을 지급하여야 한다(23조 3항). 보상의 기준이 무엇이냐는 문제가 되나 국민 전체의 이익과 개인의 이익이 균형을 이루는 사회적 정당성이 있는 보상을 말한다고 할 수 있을 것이다. 여기서 사회적 정당성이 있는 보상이란 사회적 약자에게는 그 곤궁을 보완해 주는 점에서 시가(時價)보다 많은 보상을 해주어야 하나 사회적 강자에게는 공공의 이익을 감안해서 시가보다도 적은 상당한 보상으로써 족하다고 보는 것이다.

#### 정신적 자유
정신 활동을 방해 받지 않을 자유권 권리를 정신적 자유라고 한다. 이때 정신 활동은 정신생활 자체뿐만 아니라 그 소산물을 표현할 권리까지를 아우른다(예 : 학문의 자유).

##### 종교의 자유
모든 국민은 종교의 자유를 가진다. 국교(國敎)는 인정되지 아니하며 정치로부터 분리된다(20조). 종교의 자유에는 ① 신앙의 자유(믿고 안 믿는 자유, 개종의 자유, 무종교의 자유를 포함), ② 종교 행위의 자유(종교적 행사·축전·예배에 참가하고 하지 않는 자유, 종교 선전·종교 교육의 자유 포함), ③ 종교적 결사(結社)의 자유(종교 단체 결성의 자유)가 있다. 신앙의 자유는 인간 정신생활의 기본이므로 법률로써도 제한할 수 없다. 그러나 종교 행위의 자유나 종교 결사의 자유는 다수인의 존재를 전제로 한 대외적인 행위이므로 외부적 표현(表現)의 자유의 제한을 받는다. 다만 그 성질상 헌법 21조의 일반 결사(一般結社)의 자유보다는 더 강력하게 보장되어야 할 것이다.

##### 양심(신념)의 자유
모든 국민은 양심(신념)의 자유를 가진다(19조). 양심(신념)의 자유는 내심(內心)의 자유를 말하며, 양심을 형성하기 위한 종교의 자유, 학문·예술의 자유를 전제로 하고, 윤리적 양심뿐 아니라 정치적·사회적 양심 등의 사상의 자유도 포함한다. 또한 이 자유는 그 내용으로서 양심 유지의 자유를 주요소(主要素)로 하여 이를 변경할 자유와 이를 외부에 표시하지 않는 침묵의 자유를 내포한다.
양심(신념)의 자유는 그것이 내심의 자유로 머무르고 있는 한 절대적이며, 따라서 반헌법적(反憲法的)인 사상도 가질 수 있다. 그러나 외부에 표시되는 경우에는 표현의 자유로서의 제한을 받을 수 있는지 논란이 된다. 선진국은 사상과 표현의 자유를 보장함으로 문제가 없다. 이에 관하여는 신앙을 이유로 집총 거부(執銃拒否)할 수 있는가, 신앙을 이유로 국기에 대한 경례를 거부한 학생들의 처벌 등이 문제된 바 있었다. 대법원은 여호와의 증인 신도의 집총 거부(執銃拒否)가 '신념에 의한 결정'이 아니라고 하여 처벌한 바 있다.

##### 학문과 예술의 자유
모든 국민은 학문과 예술의 자유를 가지며 저작자·발명가·과학기술자와 예술가의 권리는 법률로써 보호한다(22조).
학문의 자유는 ① 학문 연구의 자유, ② 연구 발표의 자유, ③ 교수(敎授)의 자유(가르칠 자유)를 그 내용으로 한다. 교수의 자유는 피교육자가 미성년인 경우에 상대적으로만 인정되고 있으며, 헌법에의 충성(忠誠)이란 의무를 지고 있다. 이 자유는 연혁적인 대학의 자유(自由)를 말하는데, 여기에는 대학 인사(人事)의 자치(自治), 시설·관리의 자치 및 일정한 학생의 자치가 포함 내지 요청되고 있다. 그러나 공권력의 학원 내의 침입이 각국에서 여러 가지 어려운 문제를 야기하고 있고, 또한 대학의 조직·인사·관리 등의 자유성의 한계도 문제 되는 경우가 많다. 대한민국 헌법은 교육의 자주성과 정치적 중립성을 보장하고 있으며, 대학의 자치에 대하여서는 소극적으로 규정하고 있다.
예술의 자유는 미(美)의 추구의 자유로 예술 창작·예술 표현의 자유를 내포한다. 미의 추구와 창조는 절대적 자유이나 이의 전시(展示)는 상대적 자유이고, 특히 영화·연극은 사전 심사·심의 제도를 실시하고 있다.

##### 언론·출판·집회·결사·표현의 자유
언론·출판·집회·결사의 자유는 정신적 자유의 외부적 표현이고, 현대 대중 민주 정치에서는 필수 불가결의 자유로서 정치적 자유의 성격을 띠고 있다. 오늘날의 민주 정치는 표현의 자유를 전제로 하고 있으며, 따라서 표현의 자유가 보장되지 않는 사회는 민주 정치 사회라 할 수 없다. 표현의 자유는 법률에 대하여 우월적인 지위를 차지하고 있으며 사전 억제가 금지되고, 사후 억제의 경우에도 명백하고 현존하는 위험이 있어야만 제한될 수 있다.
표현의 자유에는 개별적 성격을 띤 언론·출판의 자유와 군집적(群集的)인 성격을 띤 집회·결사의 자유가 있다. 언론·출판의 자유는 신문·방송·방영(放映) 등의 자유를 내포한다. 그러나 언론·출판이 타인의 명예나 권리 또는 공중도덕이나 사회 윤리를 침해하여서는 안 된다는 것은 당연하다. 따라서 언론·출판에 의하여 명예나 권리를 침해당한 피해자가 그 피해의 배상을 청구할 수 있음 또한 당연한 일이다(21조 4항).
이 기본권도 국가 안전 보장·질서 유지와 공공복리를 위하여 필요한 경우에는 법률로써 제한할 수 있다. 그러나 이 경우에도 그 본질적인 내용을 침해할 수는 없다.
정기 간행물의 등록 등에 관한 법률에 따르면 정기 간행물은 공보처에 등록을 하도록 하고 있으며, 신문과 통신에 대해서는 시설 기준을 정하고 있다. 그런데 이 법률의 남용이 문제가 되고 있다. 집회 및 시위에 관한 법률은 옥외 집회와 시위에 관하여 신고 제도를 채택하고 있다.
사회단체에 관해서도 사회단체 등록에 관한 법률이 있어 등록제를 규정하고 있다. 대법원은 사회단체 등록에 관한 법률에 따른 등록은 어디까지나 행정적 목적을 위한 것이고, 등록을 하지 않더라도 활동을 할 수 있는 것이며, 등록을 하지 않으면 과태료만 물면 된다고 판시했다.

### 생존권적 기본권
생존권적 기본권(生活權的·社會權的 基本權)은 국민이 인간 생활을 영위하는 데 필요한 모든 조건을 국가 권력의 적극적인 관여에 의하여 확보할 것을 요청할 수 있는 권리이다. 즉 자유권적 기본권이 개인의 자유에 대해 국가가 소극적으로 간섭하지 않는다는 국가 권력의 제한을 의미하는 데 반하여 생존권적 기본권은 국가가 국민의 문화적인 최저한도의 생활을 보장해 주어야 하는 국가 권력의 관여 내지는 의무를 의미하는 것이다. 이때 문화적인 최저한도의 생활은 경제적 조건이 충족됨으로써 달성할 수 있는 경우가 많으므로 생존권적 기본권을 경제적 기본권이라 부르기도 한다.
이 생존권적 기본권은 사적 자치(私的自治)의 영역에 대한 권력적 개입을 배척하고 최대한의 경제적 자유를 용인하려는 자본주의가 그 분배 체계의 모순으로 인하여 부(富)의 편재(偏在)를 가져와서 경제적 약자에게는 생활에 필요한 최저 조건조차 확보되지 않았기 때문에 국민 각자의 최저한도의 문화생활을 보장해 주기 위한 경제적·사회적 기본권이 요청된 것이다.
생존권적 기본권 규정은 직접적으로 효력을 발생하는 규범이 아니고 입법에 의해서만 효력을 발생하는 방침 규정이라고 보는 견해와 생존권적 기본권도 현실적인 권리를 개개인에게 부여하며 따라서 이에 대응하는 법적 의무를 국가가 지고 있다고 보는 견해가 대립되고 있다. 그러나 구체적·현실적 권리이나 불완전한 권리라 보는 견해가 옳다고 하겠다. 생존권적 기본권은 주생존권(主生存權)인 ‘인간다운 생활을 할 권리’와 그 파생 권리로써 구성된다.

#### 생존권적 기본권 보장 원칙
헌법은 전문(前文)에서 실질적 평등 사회의 건설의 이념을 계승하고 10조에서 “모든 국민은 인간으로서의 존엄과 가치를 가지며, … 국가는 개인이 가지는 불가침의 기본적 인권을 확인하고 이를 보장할 의무를 진다.”라고 하고, 34조 1항에서 “모든 국민은 인간다운 생활을 할 권리를 가진다.”라고 함으로써 인간다운 생활권을 보장하여 생존권적 기본권 보장의 대원칙을 선언했다. 뿐만 아니라 이의 구체적인 실현을 위하여 국가는 사회 보장·사회 복지의 증진에 노력할 의무를 지며(동조 2항), 특히 생활 능력이 없는 국민은 법률이 정하는 바에 의하여 국가의 보호를 받을 수 있는 권리까지도 규정하고 있다(동조 3항).
인간다운 생활을 할 권리는 생존권적 기본권의 가장 핵심적인 권리로서 최저한도의 문화적인 생활을 할 권리를 말하는 바, 이를 위하여 문화생활을 향유(享有)하는 권리와 문화적 환경에서 생활할 권리 등을 내포한다.

#### 교육을 받을 권리
모든 국민은 능력에 따라 균등하게 교육을 받을 권리를 가진다(31조 1항). 이는 성별·종교·사회적 신분에 의하여 차별됨이 없이 능력과 재질에 따라 교육을 받을 권리를 말한다. 또한 모든 국민은 그 보호하는 자녀에게 적어도 초등 교육과 법률이 정하는 교육을 받게 할 의무를 진다(31조 2항). 무상의 범위에 관해서는 수업료만의 면제를 의미한다는 견해가 있으나 국가의 재정이 허용하는 경우에는 학용품을 비롯한 급식의 무상까지도 포함한다고 하겠다. 다만 국공립학교(國公立學校)의 수용 능력이 있음에도 사립학교로 진학하는 경우에 대해서는 유상(有償)으로 할 수 있을 것이다.
교육의 자주성·전문성·정치적 중립성 및 대학의 자율성은 법률이 정하는 바에 의하여 보장되며, 국가는 성인교육·직업교육·청소년교육 등 평생교육을 진흥하여야 한다(31조 4항·5항). 학교 교육 및 평생교육을 포함한 교육제도와 그 운영, 교육재정 및 교원의 지위에 관한 기본적 사항은 법률로 정한다(31조 6항).
이때 교육을 받을 권리가 교육권을 뜻하지는 않는다. 교육권은 교육을 받을 권리(배울 권리)와 교수(敎授)의 자유(가르칠 자유)를 함께 이르는 표현이며, 경우에 따라서는 그 둘 가운데 하나만을 가리키기도 한다.

##### 판례
- 교육을 받을 권리란 모든 국민에게 저마다의 능력에 따른 교육이 가능하도록 그에 필요한 설비와 제도를 마련해야 할 국가의 과제와 아울러 이를 넘어 사회적, 경제적 약자도 능력에 따른 실질적 평등교육을 받을 수 있도록 적극적인 정책을 실현해야 할 국가의 의무이다.[1]

- 국민의 교육을 받을 권리는 통상 국가에 의한 교육조건의 개선, 정비와 교육기회의 균동한 보장을 적극적으로 요구할 수 있는 권리로 이해된다.[2]

- 의무교육은 무상으로 하나 중등학교의 무상교육의 구체적 내용과 범위는 입법정책에 따라 결정된다.[3]

- 중등교육 단계에서 어느 범위, 어느 시점에서 의무교육을 실시할 것인가는 입법자의 형성의 자유에 속한 사항으로서, 국회가 입법정책적으로 판단하여 법률로 규정할 때에 비로소 헌법상의 권리로서 구체화된다.[4]

- 의무교육의 취학연령을 획일적으로 정한 것이 헌법 제31조 제1항의 능력에 따라 균등하게 교육을 받을 권리를 본질적으로 침해하는 것은 아니다.[5]

- 의무교육제도는 국민의 자녀 취학의무의 측면보다는 국가의 인적, 물적 교육시설 정비의무의 측면이 더 중요하므로, 의무교육에 필요한 학교시설을 확보함에 있어서 부담금과 같은 별도의 재정수단으로써 특정집단으로부터 그 비용을 추가로 징수하여 충당하는 것은 헌법에 위반된다.[6]

#### 취업의 권리
좁은 의미로 해석하면 취업권만을 의미하나, 넓은 의미로 해석하면 근로에 관한 모든 권리를 말한다. 전자는 18∼19세기의 자연법적인 개념으로 개인이 자유롭게 근로의 기회를 얻음을 국가 권력이 간섭하지 못한다는 소극적인 자유권적 기본권의 하나라고 보는 입장이며, 후자는 20세기 복지 국가적인 개념으로 국민의 균등한 생활을 보장하고 경제적 약자인 근로자의 인간다운 생활을 보장하는 것을 내용으로 하는 생존권(생활권·사회권)적 기본권의 하나라고 해석하는 입장이다. 즉 국가에 대한 구체적인 청구권으로서 근로자가 근로 의사가 있음에도 불구하고 취업할 기회를 얻지 못할 때에는 국가에 그러한 조건의 구비를 요구할 수 있으며 만약 국가가 그와 같은 조건을 갖출 수 없다면 실업 보험·수당 등의 생계 비용을 지급할 것을 내용으로 하는 것이다.
대한민국 헌법의 근로의 권리가 전자와 후자의 내용 중 어디에 속하느냐의 문제는 관련 조항의 내용을 살펴보면 확실해질 것이다. 제32조 1항은 모든 국민은 근로의 권리를 가진다. 국가는 사회적·경제적 방법으로 근로자의 고용의 증진과 적정 임금의 보장에 노력하여야 하며, 법률이 정하는 바에 의하여 최저 임금제를 시행하여야 한다고 규정하고 있는바, 이에 따르면 대한민국 헌법의 근로의 권리는 후자인 20세기적 생존권에 속한다고 볼 수 있다.
그러나 노동권은 그 성격상 프로그램적 규정이며, 그 구체적인 내용을 법률로 정해야만 실제적인 효과를 얻게 되는데, 현행 대한민국의 입법례를 보면 근로기준법·최저 임금법·산업안전보건법·산업재해보상보험법·직업훈련기본법·직업안정 및 고용촉진에 관한 법률·고용보험법 드이 잉 실속하다험
헌법은 이하에서 근로 조건의 기준은 인간의 존엄성을 보장하도록 법률로 정한다(동조 3항), 여자의 근로는 특별한 보호를 받으며 고용·임금 및 노동조건에서 부당한 차별을 받지 아니한다(동조 4항). 연소자(年少者)의 근로는 특별한 보호를 받는다(동조 5항)고 규정하여 근로 조건의 기준이 ‘인간의 존엄성 보장’에 있음을 천명하는 한편 생리적 약자(生理的弱者)인 여자와 소년에 대해서는 특별히 보호해야 할 것을 명시하고 있다. 동조 6항의 “국가유공자·상이군경 및 전몰군경의 유가족은 법률이 정하는 바에 의하여 우선적으로 근로의 기회를 부여받는다.”라는 규정은 예외적이고 평등의 원칙에 벗어나는 일면이 있으나, 그분들의 숭고한 희생이 오늘날 국가 발전의 초석이 되었으므로 당연히 그 보상이 주어져야 하며 그 애국정신이 한국인 자신과 자손들에게 귀감으로서 항구적으로 존중·계승되게 하기 위함이다.

#### 노동 3권
근로자는 근로 조건의 향상을 위하여 자주적인 단결적인 단결권·단체 교섭권 및 단체 행동권을 가진다(33조 1항). 이 권리는 사회적 약자인 근로자가 사회적 강자인 사용자와 대등한 근로 계약(勤勞契約)을 체결할 수 있게 하기 위하여 헌법이 보장하고 있는 근로자의 생존권이다. 여기서 근로자라 함은 직업의 여하를 막론하고 임금·급료 기타 이에 준하는 수입에 의하여 생활하는 자를 말하는데, 이들은 근로 조건의 향상을 위해서만 이 권리를 보장받는다. 따라서 이와 관계없는 정치적 행동권이나 정치적 파업권은 이 조항에서 보장하는 것이 아니다.
공무원은 국민 전체에 대한 봉사자의 성격을 띠고 있으므로 이른바 특별 권력 관계에 의하여 노동3권이 제한된다. 즉 공무원인 근로자는 법률이 정하는 자를 제외하고는 단결권·단체 교섭권·단체 행동권을 가질 수 없다(33조 2항). 다만 단순히 노무(勞務)에 종사하는 공무원은 예외이다. 또한 법률이 정하는 주요 방위 산업체에 종사하는 근로자의 단체 행동권은 법률이 정하는 바에 의하여 이를 제한하거나 인정하지 아니할 수 있다(33조 3항).

#### 인간다운 생활을 할 권리
현행 헌법은 생존권적 기본권의 이념적 대원칙(大原則)으로 “모든 국민은 인간다운 생활을 할 권리를 가진다(34조 1항).”라고 규정하여 그 구체화로서 “국가는 사회 보장·사회 복지의 증진에 노력할 의무를 진다(동조 2항). 국가는 자녀(子女)의 복지와 권익(權益)의 향상을 위하여 노력하여야 한다(동조 3항). 국가는 노인과 청소년의 복지 향상을 위한 정책을 실시할 의무를 진다(동조 4항). 신체 장애자 및 질병·노령(老齡) 기타의 사유로 생활 능력이 없는 국민은 법률이 정하는 바에 의하여 국가는 재해를 예방하고 그 위험으로부터 국민을 보호하기 위하여 노력하여야 한다(동조 6항).”라고 명시하여 국가 의무를 규정하고 있다.
생존권적 기본권은 선언적·프로그램적 성격을 갖고 있으므로 그에 대한 국가의 책임·의무로부터 국민은 반사적 권리·요구를 갖게 된다. 이 기본권은 사회적·경제적 약자에 대한 국가의 보호·보조 의무를 규정하고 있는 것인데, 사회 보장·사회 복지란 기본적으로 사회적·경제적 약자와 그 가족의 최소한의 생활을 보호하기 위한 제반 시책으로서 법률의 제정, 제도의 설치뿐만 아니라 그에 소요되는 재원(財源)의 전부 또는 일부를 국가 또는 공공 단체가 부담하는 것을 말하나 유럽 선진국에서의 사회복지는 모든 인간의 평등한 삶의 질의 향상을 지향한다.
현행 대한민국의 사회 보장·보호에 관한 입법례로는 사회 보장에 관한 법률·사회 복지 사업법·의료 보험법·노인 복지법·아동 복지법·국민 연금법·국민기초생활보장법·장애인 복지법·재해 구호법 등이 있다.

#### 혼인과 가족생활, 보건을 보호받을 권리
“혼인과 가족생활은 개인의 존엄과 양성(兩性)의 평등을 기초로 성립되고 유지되어야 하며 국가는 이를 보장한다(36조 1항).” 오늘날 문명국가에서의 가족 관계는 개인의 존엄과 남녀의 본질적 평등을 기초로 하며, 이러한 가족 관계의 성립 원인이 되는 혼인도 개인의 존엄, 남녀평등에 기초한 남녀의 자유로운 합의를 내용으로 하는 일부일처제를 기본으로 하는데, 헌법은 바로 이러한 혼인과 가족 제도의 보호를 규정하고 있다.
또한 모든 국민은 보건에 관하여 국가의 보호를 받을 권리가 있으며, 국가는 의료 보험, 무료 진료의 실시 등 국민의 위생은 물론 국민이 건강한 생활을 하는 데 필요한 환경 등에 대하여 특별한 배려를 하여야 할 의무를 진다.

### 청구권적 기본권
청구권적 기본권(수익권, 권리 보호 청구권, 권리를 보장하기 위한 기본권)은 옐리네크가 말한 적극적 지위에서 나온 수익권(受益權)을 생존권적 기본권과 청구권적 기본권으로 나누어 생존권적 기본권을 제외한 전통적 수익권만을 말하는 것인데, 이는 국가에 대하여 특정한 행위를 요구한다든가 국가의 보호를 요청한다든가 하는 적극적 공권(公權)이며, 국가 내적(國家內的)인 권리로서 국가에 대한 청구를 내용으로 하는 공권으로 결코 법의 반사적 이익(反射的利益)에 그치는 것이 아니다.
청구권적 기본권에는 다음과 같은 것이 있다.

#### 청원권
모든 국민은 법률이 정하는 바에 의하여 국가 기관에 문서로 청원할 권리를 가진다(26조 1항). 청원이란 국정에 관한 희망을 국가 기관에 대하여 청구하는 것을 말한다. 국가 기관에는 제한이 없어서 행정기관은 물론 국회·법원에 대하여도 청원할 수 있다.
청원은 반드시 문서로 하여야 하나 그 내용에 대해서는 법률이 금지하고 있는 사항 이외 공무에 관한 것이면 좋다(청원법 4조·5조).
국가는 청원에 대해 심사할 의무를 진다(26조 2항). 청원은 자유롭게 희망을 개진(開陳)하고 국가는 이에 대하여 수리(受理)심사할 의무가 있으나 재결(裁決)이나 결정이 필수적이 아닌 점에서 소원(訴願)이나 소송(訴訟)과 다르다. 그러나 청원법(請願法)은 청원의 수리와 심사뿐 아니라 심사 결과의 통지 의무까지 규정하고 있다.
또한 청원은 권리 또는 이익이 반드시 침해됨을 요하지 않고 제3자를 위하거나 공공 이익을 위하여도 할 수 있다.

#### 재판 청구권
모든 국민은 헌법과 법률이 정한 법관에 의하여 법률에 의한 재판을 받을 권리를 가진다(27조 1항). 재판 청구권은 적극적으로는 재판을 청구하는 권리인바, 이에 의하여 국민은 민사 재판 청구권과 행정 재판 청구권을 가진다. 형사 재판 청구권은 원칙적으로 검사(檢事)가 가지나 고소인·고발인의 재정 신청 절차(형소 260·262·263조)는 국민에게도 일종의 형사 재판 청구권을 인정하는 것이다. 또 재판 청구권은 소극적으로는 헌법과 법률에 정한 법관이 아닌 자의 재판을 거부하고 합법적인 재판을 청구할 수 있는 권리이다.
군인 또는 군무원이 아닌 국민은 대한민국의 영역 안에서는 중대한 군사상 기밀·초병·초소·유독 음식물 공급·포로·군용물(軍用物)에 관한 죄 중 법률이 정한 경우와 비상계엄이 선포된 경우를 제외하고는 군사 법원의 재판을 받지 아니한다.
그리고 또 법정(法定)의 법관이 아닌 자가 전심(前審)으로서 재정(裁定)하거나 준사법적 처분(準司法的處分)을 하는 경우(조세법에 대한 국세청장·세무서장의 통고 처분이나 관세법에 대한 세관장의 통고 처분 등)에도 법정의 법관에 의한 정식 재판을 받을 수 있는 길이 보장되는 한 위헌이 아니다.
또한 모든 국민은 신속한 재판을 받을 권리를 가지며 형사 피고인은 상당한 이유가 없는 한 지체 없이 공개 재판을 받을 권리를 가진다(27조 3항).

#### 형사 보상 청구권
형사 피의자 또는 형사 피고인(刑事被告人)으로서 구금(拘禁)되었던 자가 법률이 정하는 불기소 처분을 받거나 무죄 판결을 받은 때에는 법률이 정하는 바에 의하여 국가에 정당한 보상을 청구할 수 있다(28조).
이는 공법(公法)상의 무과실(無過失) 책임 원칙으로서 관계 공무원의 고의·과실을 불문한다.
이를 구체화한 법률로서 형사 보상법이 있다. 손실 보상을 받은 경우에도 손해 배상을 청구할 수 있다.

#### 국가 배상 청구권
공무원의 직무상 불법 행위로 손해를 받은 국민은 법률이 정하는 바에 의하여 국가 또는 공공 단체에 정당한 배상을 청구할 수 있다(29조). 국가 배상은 옛날에는 ‘국가 면책(免責)’의 이론에 따라 부정되었으나, 오늘날에는 대부분의 국가에서 인정되고 있다. 대한민국에서도 공무원의 직무상 불법 행위로 인한 국민의 손해를 국가·공공 단체가 대위(代位)하여 배상하도록 하고 있다.
여기서 공무원이란 공무원법에서 정하는 공무원에 한하지 않고, 국가 또는 공공 단체를 위하여 공무를 집행하는 일체의 사람을 말하며, 직무 행위란 권력 행위라는 관리 행위뿐 아니라 직무에 관련된 사법(私法)상의 행위도 포함되는 것으로 보아야 할 것이다.
그리고 피해자는 국가 또는 공공 단체에 대해서만 배상을 청구할 수 있는가에 관하여 헌법은 공무원 자신의 책임이 면제되는 것이 아니라고 하고 있는바, 이는 국가 배상법이 피해자 구제에 만전을 기하기 위한 배상자력(賠償資力)의 담보에 그 취지가 있으므로 충분한 배상력을 가진 국가 또는 공공 단체만을 배상 책임자로 이해함이 옳을 것이다. 그러나 군인·군무원(軍務員)·경찰 공무원 기타 법률이 정하는 자가 전투·훈련 등 직무 집행과 관련하여 받은 손해에 대해서는 법률이 정하는 보상 외에 국가 배상을 청구할 수 없다(29조 2항, 국상 2조 1항).

### 참정권
참정권은 국민이 국가 기관으로서 공무에 참여하는 권리로서 민주적·정치적 권리이며 능동적 공권(公權)이다. 이 참정권에 대해서는 민주 정치에서 필수 불가결의 권리라는 점을 강조하여 자연권적 기본권이라고 파악하는 견해도 없지 않으나, 참정권의 주체는 국가 기관으로서의 국민이기 때문에 이는 국가 내적(國家內的) 권리라고 보아야 할 것이다.
또한 참정권은 국민 개인의 불가양(不可讓)·불가침(不可侵)의 권리로서 대리 행사시킬 수 없는 극히 개인적 권리이다. 그러나 참정권이 의무를 수반하는 것인가에 대하여는 국민의 국가 기관성을 중시하여 긍정하는 견해도 있으나, 참정권은 국가 내적인 권리이고 실정법(實定法)에 의한 권리이니만큼 의무를 수반시킬 수도 있고, 개인의 자유에 맡길 수도 있겠는데, 대한민국 헌법은 이를 의무화하고 있지는 않다. 대한민국 법상에 규정된 참정권에는 다음과 같은 것이 있다.

#### 선거권
모든 국민은 만 19세가 되면 법률이 정하는 바에 의하여 선거권을 가진다(24조, 대선 8조, 국선 8조). 즉 대통령 선거권·국회의원 선거권·지방 의회 의원 선거권을 가진다. 외국인에게는 인정되지 않으며 법률로써 제한하는 경우가 있으나 소급 입법(遡及立法)에 의하여서는 참정권을 제한할 수 없다(13조 2항)..

#### 피선거권과 공무 담임권
모든 국민은 법률이 정하는 바에 의하여 공무 담임권을 가진다(25조). 공무 담임권(公務擔任權)은 행정부뿐 아니라 입법부·사법부·지방 자치 단체와 기타 일체의 공공 단체의 직무를 담임하는 권리이지만, 국민 각자에게 직접 공무에 취임하게 하는 권리는 아니다. 따라서 공무원 시험 자격에 학력에 의한 차별을 규정하는 등 합리적인 차별을 할 수 있다.
공무 담임권 중에서 가장 중요한 것은 선거직(選擧職) 공무원이 피선거권을 가지는 것이라고 하겠는바, 이에는 대통령 피선거권·국회의원 피선거권·지방 의회 의원 피선거권 등이 있다.

#### 국민 표결권
국민은 대통령이 부의(附議)한 외교·국방·통일, 기타 국가 안위(國家安危)에 관한 중요 정책에 대한 국민 투표권을 가지며(72조), 국회의 의결을 거친 헌법 개정안에 대한 국민 투표 확정권을 가진다(130조). 국민 표결(國民表決) 제도는 직접 민주 정치의 한 형태로 간접 민주 정치를 보완하기 위한 수단인바, 헌법 개정이나 국가 안위에 관한 정책은 중대한 것이므로 국민이 직접 참여할 수 있는 기회를 부여하고 있다.

### 제도 보장
제도 보장은 헌법에서 그 제도 자체의 존립을 보장하는 것으로서 기본권과는 달리 객관적인 법질서이다. 다만 제도적 보장이 기본권과 결부될 수도 있으므로 기본권 장(章) 중에서 이를 보장하는 수가 있다.
대한민국 헌법상의 제도 보장으로는 ① 직업 공무원 제도의 보장, ② 복수 정당 제도(複數政黨制度)의 보장, ③ 재산권의 보장, ④ 교육의 자주성·전문성과 중립성 및 대학 자치의 보장, ⑤ 혼인·가족생활의 양성평등과 국민 보건의 보호, ⑥ 근로자의 노동3권 보장 등을 들 수 있다.

### 기본권 보장의 한계
헌법에 규정되어 있는 기본권이라고 하더라도 언제나 절대적인 것은 아니다. 국민의 자유와 권리의 제한은 국가 안전 보장·질서 유지 또는 공공복리를 위하여 필요한 경우에 한하여 법률로써 제한할 수도 있으며, 그러한 경우에도 자유와 권리의 본질적인 내용을 침해할 수 없다(37조 2항). 여기서 ‘자유와 권리’라고 함은 자유권만을 의미한다는 견해도 있으나, 자유권뿐만 아니라 기본권 전반을 지칭하는 것이며, ‘필요한 경우’란 그 제한이 불가피한 경우를 말한다. ‘국가 안전 보장’·‘질서 유지’는 소극적인 개념으로서 헌법 질서와 사회 질서를 포함하는 것이고, ‘공공복리’는 적극적인 공공의 이익 실현을 말한다. 기본권은 국가 비상사태·국가 긴급 시의 계엄령, 긴급 처분·명령 등에 의하여 예외적으로 제한될 수 있다. 그러나 선진국일수록 엄격하여 사실상 전시가 아니고는 거의 제한하지 않는다고 할 수 있다.

### 대한민국 헌법의 기본권 보장의 특색
대한민국 헌법은 입헌주의적 헌법으로 국민의 기본권 보장을 그 구성 요소로 하고 있다. 대한민국 헌법은 헌법 전문에서 기본권 보장의 대원칙을 선언하고 있으며, 또 헌법 2장에서는 이를 개별적으로 보장하고 있다. 특히 10조와 37조에서 대한민국 헌법의 기본권 보장의 일반 원칙을 선언하고 있다. 또 헌법 10조는 기본권 보장이 국가의 의무임을 규정하고, 헌법 37조는 입법권이 기본권에 구속됨을 명확히 하고 있다.
대한민국 헌법에서는 기본권 보장의 대원칙은 이를 개정할 수 없는 근본적인 규범으로서의 성격을 가지고 있으며, 이것이 초국가적(超國家的)인 자연권이며 인간주의에 근거하고 있음을 명시하고 있다.
헌법 10조는 “모든 국민은 인간으로서의 존엄과 가치를 가지며 행복을 추구할 권리를 가진다. 국가는 개인이 가지는 불가침의 기본적 인권을 확인하고 이를 보장할 의무를 진다.”라고 규정하고 있다. 이것은 국가가 국민의 기본적 인권을 보장하여야 할 의무를 지고 있음을 명시한 것이고, 어떠한 국가 권력이든지 기본권을 침해해서는 안 된다는 것을 선언한 것이다. 입법은 기본권의 유보(留保)하에서만 제정될 수 있고, 인간의 존엄과 가치를 침해하는 입법은 할 수 없다. 행정권도 기본권을 침해해서는 안 되며 사법권도 국민의 기본권을 최대한으로 보장해야 할 것이다.
사인(私人)도 국민의 기본권을 보장해야 할 의무를 지고 있다고 하겠다. 민법은 사회 질서에 반하는 계약이나 법률 행위는 무효로 규정하고 있다(민103조).
이 반사회적 행위(反社會的行爲)의 개념에는 기본권 침해 행위도 포함되는 것이기에 기본권을 침해하는 사인(私人)의 법률 행위는 무효가 된다고 하겠다    .

## 국민의 의무
대한민국 헌법은 국민의 의무로서 고전적인 납세의 의무·국방의 의무 외에 환경 보전의 의무, 재산권 행사의 공공복리 적합 의무(公共福利 適合義務), 근로의 의무·교육의 의무를 규정하고 있다. 고전적인 납세·국방의 의무는 국가를 유지하기 위한 의무였으나 사회권(社會權)에 대응하는 교육·근로의 의무 규정은 사회에 대한 의무라 하겠다. 이들 의무는 사회의 공공복리를 증진시키기 위한 의무로서 중요한 의의를 가지고 있다. 
고전적인 기본 의무는 국가의 존립을 유지하고 보위(保衛)하기 위한 의무로서 국민의 의무라고 할 수 있으나, 사회에 대한 새로운 의무는 국적의 여하를 막론하고 모든 인간에게 공통되는 기본 의무라고 하겠다.

### 납세의 의무
헌법은 “모든 국민은 법률이 정하는 바에 의하여 납세의 의무를 진다(38조).”라고 규정하고 있다. 납세의 의무의 구체적인 내용은 국회에서 통과된 법률로써 정하여야 한다. 대한민국 헌법은 조세 법률주의(租稅法律主義)의 원칙을 확립하여 법률로써 조세의 종목과 세율을 정하고 있다(59조). 납세의 의무는 국방의 의무와 함께 고전적 의무의 하나이며, 양자는 근대 헌법 이래 국민의 2대 의무가 되고 있다. 납세의 의무는 원래 군주(君主)에 의한 자의적이고 일방적인 조세 징수로부터 국민의 재산권을 보호하려는 소극적 성격의 것이었지만, 오늘날의 국가에서는 주권자로서의 국민 스스로가 국가 공동체의 재정력(財政力)을 마련하기 위한 것이라는 적극적 성격도 아울러 가지고 있는 것이다.

### 국방의 의무
“모든 국민은 법률이 정하는 바에 의하여 국방의 의무를 진다(39조 1항).” 국방의 의무라 함은 외국의 침략 행위로부터 국가의 독립을 유지하고 영토를 보전하기 위한 국토방위의 의무를 말한다. 국방의 의무도 납세의 의무와 마찬가지로 자의적이고 일방적인 징집으로부터 국민의 신체의 자유를 보호한다고 하는 소극적인 의미와 함께 주권자로서의 국민 스스로가 국가 공동체를 외적의 침입으로부터 방위한다고 하는 적극적 성격을 아울러 띤 것이다.
국방의 의무에는 병역법에 의한 군복무 의무뿐만 아니라 향토 예비군 설치법에 의한 예비군 복무 의무, 민방위 기본법에 의한 방공·응급적인 방재(防災)·구조·복구 및 군사 작전상 필요한 노력(勞力) 지원, 전시 근로 동원법에 의한 전투 부대에 대한 군수품 지원을 위한 노력 동원 의무 등 광의(廣義)의 국방의 의무가 포함된다. 국방 의무의 주체는 국민만이고 외국인은 포함되지 아니한다. 현행 헌법은 “누구든지 병역 의무의 이행으로 인하여 불이익한 처우를 받지 아니한다(39조 2항).”라고 규정함으로써 국민개병주의(國民皆兵主義)를 확립하고 군복무 의식의 고취를 도모하고 있다.

### 교육을 받게 할 의무
“모든 국민은 그 보호하는 자녀에게 적어도 초등 교육과 법률이 정하는 교육을 받게 할 의무를 진다(31조 2항. 가르칠 의무 또는 배우게 할 의무).” 친권자·보호자는 그 보호하에 있는 자녀에게 초등 교육과 법률이 정하는 교육을 받게 할 의무를 지고 있다.
개인의 능력 함양과 인격 형성 그리고 건전한 사회 발전을 위해서 교육, 그 중에서도 학교 교육이 불가결한 것임은 이론의 여지가 없다. 이 의무는 동조 1항의 ‘교육을 받을 권리’를 실효성이 있게 하기 위한 것이다. 그러한 의미에서 교육을 받게 할 의무는 한편으로는 모든 국민으로 하여금 생존에 필요한 최소한의 교양과 능력을 함양케 하는 생활권 보장으로서의 성격을, 또 한편으로는 문화 국가의 이념을 실현하기 위한 제2세 교육이라는 성격을 띠고 있다. 교육을 받게 할 의무는 윤리적 의무가 아니라 법적 의무이므로 교육법 제164조가 그 의무 이행의 독촉을 받고 이를 이행하지 않는 자에 대하여 5만 원 이하의 과태료에 처하도록 한 것은 정당하다.

### 근로의 의무
“모든 국민은 근로의 의무를 진다. 국가는 근로의 의무의 내용과 조건을 민주주의 원칙에 따라 법률로 정한다(32조 2항).” 따라서 근로의 의무는 법적인 의무이다. 그러나 이 의무는 직업 선택의 자유와 강제 노역의 금지라는 헌법 원칙에 위배되지 않는 범위 내에서만 법률로 정할 수 있다.

### 환경 보전의 의무
헌법은 “… 국민은 환경 보전을 위하여 노력하여야 한다(35조).”라고 규정함으로써 개인에 대해서도 환경 보전의 의무를 지우고 있다.

### 재산권 행사의 공공복리 적합의 의무
재산권의 행사는 공공복리에 적합하여야 한다(23조 2항). 국민은 자기의 재산권의 행사에서 이를 남용해서는 안 되며, 신의 성실(信義誠實)의 원칙에 좇아 행사할 의무를 진다.

## 같이 보기
- 권리
- 의무
- 평등권
- 법앞에 평등
- 평등
- 인권
- 자유
- 헌법